# Clapham (Bedfordshire)
Clapham è un paese, anticamente Clopeham, di 4 065 abitanti della contea del Bedfordshire, in Inghilterra.